# Gísli Örn Garðarsson

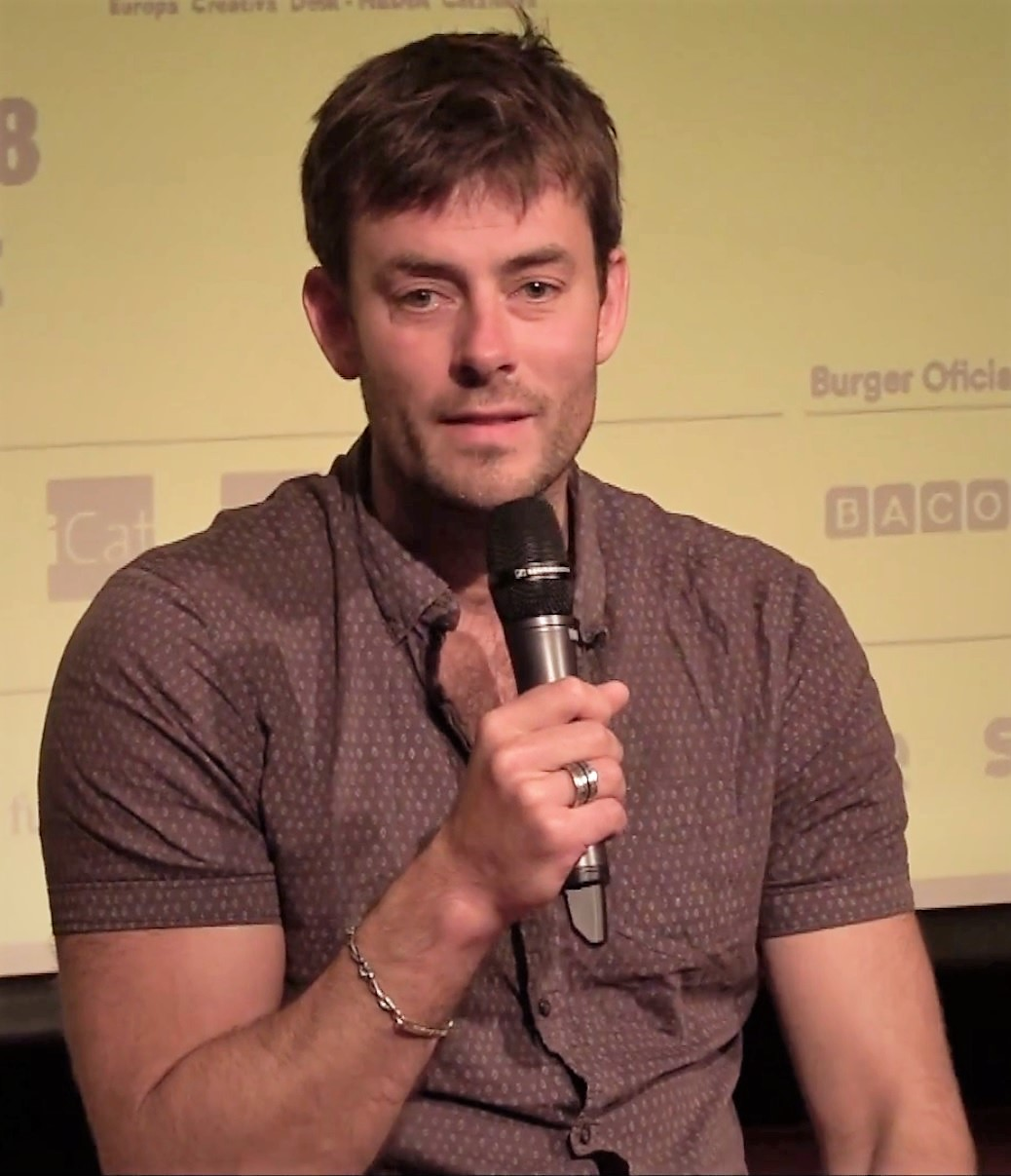
Gísli Örn Garðarsson, 2018

Gísli Örn Garðarsson (* 15. Dezember 1973 in Reykjavík) ist ein isländischer Schauspieler, Filmproduzent, Autor sowie Regisseur und war 15 Jahre lang Leistungsturner in der isländischen Nationalmannschaft.

## Leben
Nach seiner Laufbahn als Leistungsturner trat Gísli Örn Garðarsson 2001 erstmals als Schauspieler in den Medien in Erscheinung und wurde einem breiteren Publikum durch seinen Gastauftritt in der US-amerikanischen Kinoproduktion Prince of Persia: Der Sand der Zeit (2010) mit Schauspielern wie Ben Kingsley und Jake Gyllenhaal bekannt. Im selben Jahr gründete er die Film- und Theater Produktionsfirma Vesturport.
Sein Regiedebüt mit der Inszenierung Romeo und Julia am Borgarleikhúsið war ein großer Erfolg, wobei er selbst die männliche Hauptrolle (Romeo) spielte. Anschließend transferierte die Produktion auf Grund des Erfolges an das Londoner Young Vic Theatre und wurde dadurch einem noch größeren Publikum bekannt. Daraus resultierten weitere Regiearbeiten und unter anderem auch mehrere Gastspiele in Deutschland und Erwähnungen im deutschen Pressespiegel und bei Theaterkritikern.
Als Theaterregisseur wurden seine Arbeiten der Gastinszenierungen in Deutschland oft als überzeichnet und zirkusartig beschrieben, wobei die Presse seine Inszenierung von Romeo und Julia im Jahr 2004 im Londoner West End als eines der „aufregendsten Theaterevents seit Jahren“ bezeichnete.
Privates
Gísli Örn Garðarsson ist isländischer Staatsbürger, der in Norwegen aufwuchs. Im Jahr 2001 schloss er seine vierjährige Schauspielausbildung an der Icelandic Academy of the Arts in Island ab.

## Filmografie (Auswahl)
Als Darsteller
- 2001: Dramarama (Villiljós)
- 2003: Karamellumyndin
- 2004: Niceland (Population. 1.000.002)
- 2005: Beowulf & Grendel
- 2006: Kinder (Börn – auch als Produzent und Autor)
- 2006: Áramótaskaup
- 2007: Eltern (Foreldrar – auch als Produzent)
- 2008: Mannaveiðar
- 2008: Country Wedding (Sveitabrúðkaup)
- 2010: King’s Road (Kóngavegur)
- 2010: Prince of Persia: Der Sand der Zeit (Prince of Persia: The Sands of Time)
- 2010: Jitters – Schmetterlinge im Bauch (Órói)
- 2010: Undercurrent (Brim – auch als Produzent)
- 2011: City State (Borgríki)
- 2011: Korriro
- 2012: Tumult
- 2013: Spooks and Spirits (Ófeigur gengur aftur)
- 2014: Grafir & Bein
- 2016: Der Eid
- 2016: Beowulf
- 2019–2021: Exit
- 2020: Ragnarök (Ragnarok, Fernsehserie)
- 2022: Against the Ice

## Theaterinszenierungen (Auswahl)
- 2003: Romeo and Juliet von William Shakespeare, Young Vic Theatre
- 2012: Die Verwandlung von Franz Kafka, Cuvilliés-Theater
- 2013: Der Sturm von William Shakespeare, Residenztheater